# جسی (مجموعه تلویزیونی)
جسی (انگلیسی: Jessie) یک مجموعه تلویزیونی کمدی موقعیت آمریکایی است که از ۳۰ سپتامبر ۲۰۱۱ تا ۱۶ اکتبر ۲۰۱۵ از شبکه دیزنی پخش شد. ستاره مجموعه دبی راین است که نقش جسی پرسکات را ایفا می‌کند. او یک دختر در یک شهر کوچک در تگزاس است که در جهت تلاش برای بازیگر شدن به نیویورک مهاجرت می‌کند.